# ATP Challenger São José do Rio Preto
Das ATP Challenger São José do Rio Preto (offizieller Name: BVA Open) war ein Tennisturnier in São José do Rio Preto, das 2011 und 2013 je einmal ausgetragen wurde. Es war Teil der ATP Challenger Tour und wurde im Freien auf Sandplatz ausgetragen. Im Jahr 2012 hatte das Turnier eine Unterbrechung und wurde nicht ausgetragen.

## Liste der Sieger

### Einzel
| Jahr | Sieger            | Finalgegner        | Ergebnis          |
| ---- | ----------------- | ------------------ | ----------------- |
| 2013 | João Souza        | Alejandro González | 7:60, 6:3         |
| 2012 | nicht ausgetragen | nicht ausgetragen  | nicht ausgetragen |
| 2011 | Ricardo Mello     | Eduardo Schwank    | 6:4, 6:2          |

### Doppel
| Jahr | Sieger                              | Finalgegner                           | Ergebnis          |
| ---- | ----------------------------------- | ------------------------------------- | ----------------- |
| 2013 | Nicolás Barrientos Carlos Salamanca | Marcelo Demoliner João Souza          | 6:4, 6:4          |
| 2012 | nicht ausgetragen                   | nicht ausgetragen                     | nicht ausgetragen |
| 2011 | Frederico Gil Jaroslav Pospíšil     | Franco Ferreiro Rubén Ramírez Hidalgo | 6:4, 6:4          |